# Andrzej M. Chołdzyński
Andrzej M. Chołdzyński (Lublin, 2 de noviembre de 1960) es un arquitecto polaco. 

## Obras
Es autor de la estación central de la segunda línea del metro de Varsovia, la estación de metro Wilson Square en Varsovia y la sede central de la Bolsa de Varsovia en Varsovia, entre otros. Fue nominado para el Premio de Arquitectura Contemporánea de la Unión Europea en 2001.

## Honores
- 2000 - Caballero de la Orden de Polonia Restituta[4]